# Runder Tisch (Polen)

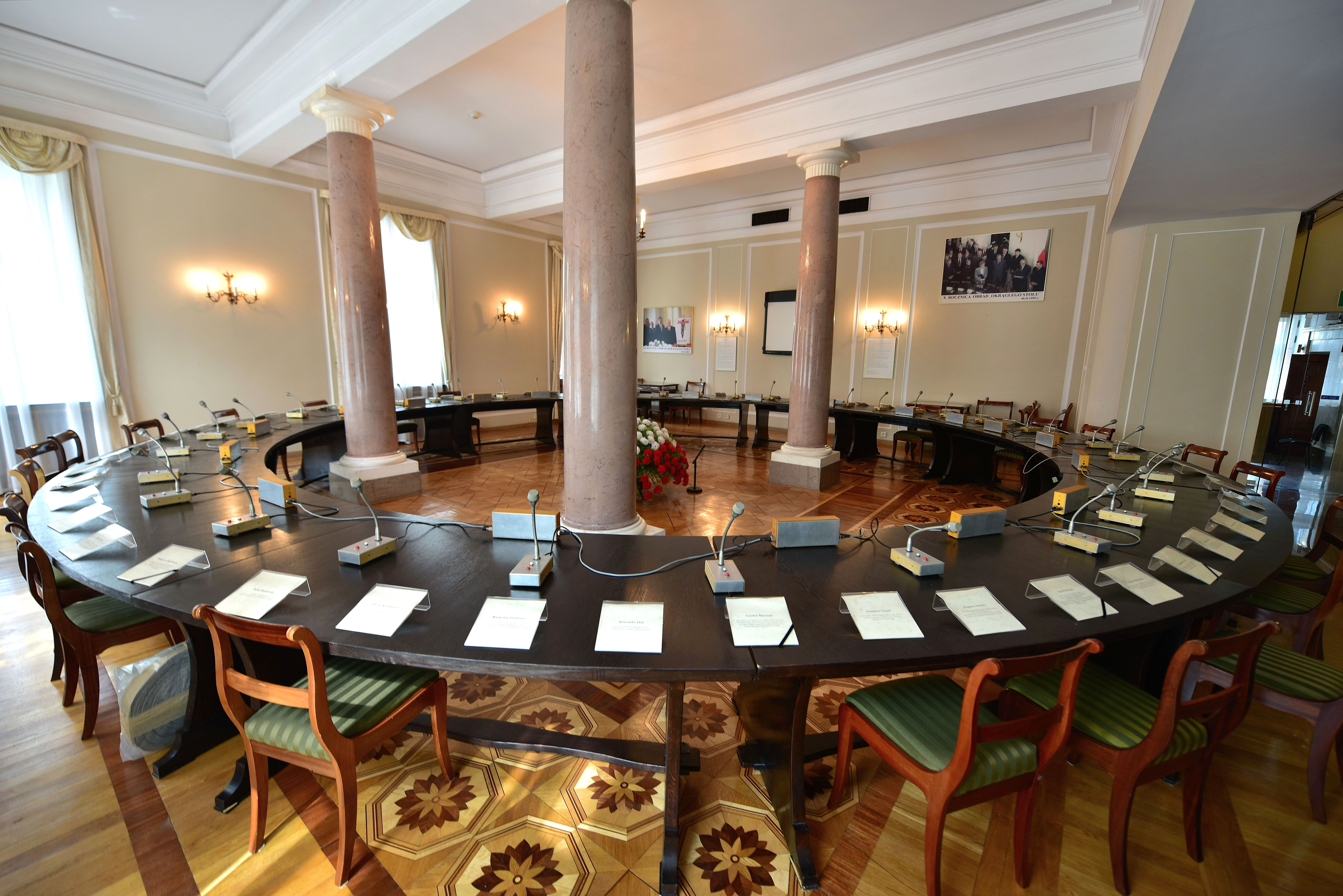
Original des Runden Tisches im Präsidentenpalast in Warschau

Runder Tisch in Polen bezeichnet die Gespräche am Runden Tisch, die in der Übergangsphase vom kommunistischen Regime zur demokratischen Republik zwischen dem 6. Februar und dem 5. April 1989 in Warschau stattfanden. Teilnehmer waren Vertreter der regierenden Polnischen Vereinigten Arbeiterpartei (PVAP), der oppositionellen Gewerkschaft Solidarność, der katholischen Kirche und anderer gesellschaftlichen Gruppen. Das erste Treffen am Runden Tisch fand am 6. Februar 1989 statt.

## Vorgeschichte
Die im Jahre 1988 anwachsende Streikbewegung in der Volksrepublik Polen wurde von der PVAP mit Sorge betrachtet. Die bisherige Politik des Staatsratsvorsitzenden Jaruzelski, auf den Prinzipien von Konsultation und Kooptation basierend, war gescheitert. Dem Regime war bewusst, dass man ohne Solidarność kein Reformwerk würde leisten können, das eine breite gesellschaftliche Basis brauchte. Nach Vermittlung führender Intellektueller und der katholischen Kirche führten am 31. August 1988 Innenminister Czesław Kiszczak und Lech Wałęsa ein erstes Gespräch „unter Gleichen“. Die Verhandlungen traten zunächst auf der Stelle, besonders als der neue Ministerpräsident Mieczysław Rakowski sich nur auf Wirtschaftsreformen konzentrieren wollte. Nach einer Fernsehdiskussion zwischen Wałęsa und dem Chef der offiziellen Gewerkschaft OPZZ, Alfred Miodowicz, die Wałęsa nach mehrheitlicher Auffassung der Zuschauer klar gewann, war der Führung der PVAP klar, dass ohne Beteiligung der „Solidarność“ neue Reformen nicht umsetzbar sein würden.

## Die Gespräche
Vom 6. Februar bis 5. April 1989 versammelten sich in Warschau Vertreter der kommunistischen Partei und der gesellschaftlichen Opposition zu Gesprächen am Runden Tisch.
Die Arbeit wurde in drei paritätisch besetzten Arbeitsgruppen („Haupttische“ genannt) geleistet:
- Arbeitsgruppe für politische Reformen,
- Arbeitsgruppe für Wirtschafts- und Sozialpolitik,
- Arbeitsgruppe für gewerkschaftlichen und politischen Pluralismus.

Jede Verhandlungsgruppe richtete wiederum Untergruppen und Arbeitsausschüsse ein – insgesamt arbeiteten über 400 Experten an Vereinbarungen: zur Reform der territorialen Selbstverwaltung, der Justiz, der Medien und anderer Bereiche.
Die Verhandlungen am Runden Tisch waren eines der deutlichen Zeichen der Veränderungen in der politischen Landschaft Polens. Hier saßen sich Vertreter der Polska Zjednoczona Partia Robotnicza (PZPR), der oppositionellen Gewerkschaft Solidarność, der katholischen Kirche sowie anderer gesellschaftlichen Gruppen gegenüber. Vorausgegangen waren dem Runden Tisch Verhandlungen zwischen Czesław Kiszczak und Lech Wałęsa sowie deren Abordnungen in Magdalenka bei Warschau.

## Vereinbarungen
Die Runder-Tisch-Gespräche führten zu tiefgreifenden Veränderungen in allen Bereichen des öffentlichen Lebens. Im politischen Bereich vereinbarte man eine schrittweise Einführung der vollen Volkssouveränität mit dem dazugehörenden Pluralismus. Als Sofortmaßnahme wurde am 17. April die „Solidarność“ wieder zugelassen. Die Anerkennung eines Mehrparteiensystems, des Prinzips freier Wahlen und unabhängiger Gerichte waren weitere wichtige Etappen dieses Prozesses. Das Besondere an der „polnischen Wende“ ist, dass beiden Seiten trotz einer scheinbar unüberbrückbaren Interessenlage ein Kompromiss zwischen einer Reform und Revolution gelungen ist. Der britische Historiker Timothy Garton Ash nannte dieses Phänomen eine „Refolution“.
Wichtigste Vereinbarungen:
- freie Wahlen zu einer neu geschaffenen zweiten Kammer, dem Senat,
- Aufteilung der Sitze im Sejm nach dem Schlüssel 65:35 %,
- Wiederzulassung der Gewerkschaft Solidarność,
- Schaffung eines semi-präsidentiellen Regierungssystems,
- Zugang der Opposition zu Massenmedien.

## Weitere Entwicklung
Am 4. und 18. Juni 1989 fanden in Polen, erstmals nach dem Zweiten Weltkrieg, teilweise freie Parlamentswahlen statt, die den Systemwandel noch beschleunigten.
Die Sitze im Sejm wurden nach dem Schlüssel 65 Prozent für die PVAP und ihre Blockparteien, 35 Prozent (161 von 460 Sitzen) für die freie Wahl vergeben, während die Wahlen zum Senat unbeschränkt waren. Alle der 161 in freier Wahl vergebenen Sitze im Sejm wurden vom „Bürgerkomitee Solidarność“, der politischen Organisation der Gewerkschaft Solidarność gewonnen, die auch 99 der 100 möglichen Sitze in dem wiedererrichteten Senat gewann. Von den insgesamt 261 Kandidaten des „Bürgerkomitees Solidarność“ (jeweils nur ein Kandidat pro frei vergebenes Mandat) wurde nur ein einziger Senatskandidat nicht gewählt, während die PVAP ihre Kandidaten nur mit Hilfe einer kurzfristigen Änderung des Wahlgesetzes durchbrachte.
Am 19. Juli 1989 erfolgte nur mit knapper Mehrheit die Wahl General Jaruzelskis zum am 7. April 1989 vom Sejm wiedergeschaffenen Amt des Staatspräsidenten. Ein von der PVAP geführtes Kabinett unter General Kiszczak erhielt nicht mehr die erforderliche Mehrheit. Stattdessen gelang es der „Solidarność“, in Zusammenarbeit mit zwei bisherigen Blockparteien, am 13. September eine Regierung unter dem katholischen Publizisten Tadeusz Mazowiecki zu bilden.
Im Oktober 1989 stellte der Finanzminister Leszek Balcerowicz den sogenannten „Balcerowicz-Plan“ vor, welcher eine schnelle Umwandlung des Wirtschaftssystems in eine funktionierende Marktwirtschaft vorsah.
Am 29. Dezember 1989 wurde die Verfassung geändert. Die Bestimmungen über die Allianz mit der Sowjetunion und den sozialistischen Staaten und die Führungsrolle der kommunistischen Partei wurden gestrichen und der frühere Staatsname Rzeczpospolita Polska (dt. Republik Polen) mit dem alten Wappen wiedereingeführt.
Diese Ereignisse leiteten nicht nur den Systemwechsel vom „realen Sozialismus“ zu einer pluralistischen Demokratie in Polen ein, sondern hatten auch eine Vorbildfunktion und trugen maßgeblich zum Fall der Berliner Mauer, der Mauer an der innerdeutschen Grenze, zum Zerfall des Ostblocks und des Warschauer Pakts bei.
Der eigentliche runde Tisch ist heute im Präsidentenpalast zu sehen. Er hat einen Durchmesser von neun Metern und bietet 57 Personen Platz.

## Teilnehmer der Hauptgespräche
Folgende Personen nahmen an den Hauptgesprächen teil:

### Vertreter der Regierungskoalition
| - Tomasz Adamczuk - Norbert Aleksiewicz - Stanisław Ciosek - Aleksander Gieysztor - Wiesław Gwiżdż - Marek Hołdakowski - Jan Janowski - Janusz Jarliński - Czesław Kiszczak - Zenon Komender - Jan Karol Kostrzewski - Mikołaj Kozakiewicz - Bogdan Królewski - Aleksander Kwaśniewski - Maciej Manicki |  | - Harald Matuszewski - Leszek Miller - Alfred Miodowicz - Kazimierz Morawski - Jerzy Ozdowski - Anna Przecławska - Tadeusz Rączkiewicz - Jan Rychlewski - Władysław Siła-Nowicki - Zbigniew Sobotka - Romuald Sosnowski - Stanisław Wiśniewski - Jan Zaciura - Edward Zgłobicki |

### Vertreter der gesellschaftlichen Opposition
| - Stefan Bratkowski - Zbigniew Bujak - Władysław Findeisen - Władysław Frasyniuk - Bronisław Geremek - Mieczysław Gil - Aleksander Hall - Jacek Kuroń - Władysław Liwak - Tadeusz Mazowiecki - Jacek Merkel - Adam Michnik - Alojzy Pietrzyk |  | - Edward Radziewicz - Henryk Samsonowicz - Grażyna Staniszewska - Andrzej Stelmachowski - Stanisław Stomma - Klemens Szaniawski - Jan Józef Szczepański - Edward Szwajkiewicz - Józef Ślisz - Witold Trzeciakowski - Jerzy Turowicz - Lech Wałęsa - Andrzej Wielowieyski |

### Kirchliche Beobachter
- Bronisław Dembowski
- Janusz Narzyński
- Alojzy Orszulik

### Pressesprecher
- Janusz Onyszkiewicz
- Jerzy Urban